# قشع
القشع (بالإنجليزية: Sputum)‏ هو المادة المخاطية التي تخرج من الشعب الهوائية عند السعال. عينات القشع تستخدم طبيا للكشف عن العدوى التي تصيب الجهاز التنفسي وفحوص الباثولوجيا المرضية.
عينات القشع الأفضل هي التي تحتوي على لعاب أقل، لأن اللعاب ملوث بجراثيم الفم. إن وجود أكثر من 25 خلية ظهارية حرشفية يدل على تلوث العينة.
من أبرز أنواع الجراثيم التي تختبر في القشع هي الموراكسيلا النزلية والمتفطرة السلية والمكورة الرئوية والمستدمية النزلية بالإضافة لأنواع أخرى.
القشع الصديدي يحتوي على قيح يتكون من خلايا الدم البيضاء وبقايا خلوية ونسيج ميت وسائل لزج (مخاط).
القشع الصديدي عادة ما يكون لونه أصفر أو أخضر، ويظهر في حالات توسع القصبات وخراج الرئة والمراحل المتقدمة من التهاب القصبات الحاد وعدوى الجهاز التنفسي العلوي الحاد (مثل الزكام والتهاب الحنجرة).

## لون القشع
القشع قد يكون:
- دمويا، (نفث الدم):
  - القشع المخطط بدم يدل على التهاب الحلق أو القصبات أو سرطان الرئة
  - القشع الوردي دليل على اختلاط القشع بدم من القصبات الأصغر أو الحويصلات الهوائية
  - الدم الكثير يظهر في حالات السل وخراج الرئة وتوسع القصبات والاحتشاء وانسداد وعاء دموي
- قشع بلون الصدأ يدل على عدوى المكورة الرئوية كما في ذات الرئة
- القيح. إن لون القشع القيحي في حالة السعال الحاد وفي غياب أي مرض رئوي مزمن ليس له تأثير على اختيار العلاجات (مثل اختيار المضادات الحيوية).[4] اللون يساعد في اختيار علاج لالتهاب القصبات المزمن:[5]
  - القشع الأصفر المخضر يدل على الحاجة لعلاج بالمضادات الحيوية لتقليل الأعراض. اللون الأخضر يدل على وجود ميلوبيروكسيداز من الخلايا المتعادلة.
  - القشع الأبيض أو الحليبي أو المعتم تدل على أن العلاج بالمضادات الحيوية لن تكون فعالة.
- قشع أبيض على شكل رغوة يدل على وجود انسداد أو حتى استسقاء.
- القشع الوردي المزبد يدل على وذمة الرئة.